# Мейн, Грант
Джеральд Грант Мейн (англ. Gerald Grant Main; род. 11 февраля 1960, Виктория) — канадский гребец, выступавший за сборную Канады по академической гребле в 1980-х годах. Чемпион летних Олимпийских игр в Лос-Анджелесе, чемпион Игр Содружества в Эдинбурге, победитель и призёр регат национального значения.

## Биография
Грант Мейн родился 11 февраля 1960 года в городе Виктория провинции Британская Колумбия, Канада.
Занимался академической греблей во время учёбы в Викторианском университете, состоял в местной гребной команде «Виктория Вайкс», неоднократно принимал участие в различных студенческих регатах. Окончил университет, получив степень в области экономики.
Впервые заявил о себе в гребле на взрослом международном уровне в сезоне 1983 года, когда вошёл в основной состав канадской национальной сборной и выступил на чемпионате мира в Дуйсбурге — в зачёте восьмёрок сумел квалифицироваться в утешительный финал В и расположился в итоговом протоколе соревнований на восьмой строке.
Благодаря череде удачных выступлений удостоился права защищать честь страны на летних Олимпийских играх 1984 года в Лос-Анджелесе. В программе восьмёрок обошёл всех своих соперников в главном финале, в том числе на 0,42 секунды опередил ближайших преследователей из Соединённых Штатов, и тем самым завоевал золотую олимпийскую медаль. Таким образом, впервые в истории канадская восьмёрка стала лучшей на Олимпийских играх.
После лос-анджелесской Олимпиады Мейн остался в составе гребной команды Канады на ещё один олимпийский цикл и продолжил принимать участие в крупнейших международных регатах. Так, в 1985 году он побывал на мировом первенстве в Хазевинкеле, где занял пятое место в распашных безрульных четвёрках.
В 1986 году в безрульных четвёрках одержал победу на Играх Содружества в Эдинбурге и финишировал четвёртым на чемпионате мира в Ноттингеме.
В 1987 году стал пятым в восьмёрках на мировом первенстве в Копенгагене.
Находясь в числе лидеров канадской национальной сборной, благополучно прошёл отбор на Олимпийские игры 1988 года в Сеуле — на сей раз попасть в число призёров не смог, показал в восьмёрках шестой результат.
За выдающиеся спортивные достижения введён в Зал славы спорта Британской Колумбии (1985) и Канадский олимпийский зал славы (2003).
Впоследствии проявил себя на государственной службе, занимал руководящие посты в различных министерствах Британской Колумбии.